# 4566 Chaokuangpiu
4566 Chaokuangpiu è un asteroide della fascia principale. Scoperto nel 1981, presenta un'orbita caratterizzata da un semiasse maggiore pari a 2,8325523 UA e da un'eccentricità di 0,2151604, inclinata di 10,77310° rispetto all'eclittica.